# Білгород-Дністровський морський торговельний порт
Бі́лгород-Дністро́вський морськи́й торгове́льний порт — сучасний приватний міжнародний високомеханізований універсальний транспортний вузол, що спеціалізується на перевантаженні лісових, сипучих, будівельних вантажів та інших генеральних з сухопутних видів транспорту на морські судна та у зворотному напрямку.

## Історія
Морський порт, розташований на західному березі Дністровського лиману на північно-західному напрямку від Дністровсько-Царградського гирла (південний ківш Дністровського лиману). Відповідно до Закону України "Про морські порти України" функції адміністрації морського порту до листопаду 2024 року виконував Білгород-Дністровська філія державного підприємства Адміністрації морських портів України.
Станом на початок 2024 року, відповідно до реєстру АМПУ, єдиним портовим оператором було ДП «Білгород-Дністровський морський торговельний порт».

### Приватизація
28 лютого 2024 року, за повідомленням дирекції порту, було розпочато черговий процес продажу цілісного майнового комплексу Білгород-Дністровського морського торговельного порту. Зазначається, що це вже сьома спроба приватизувати цей об'єкт. Перші торги відбулися ще 3 березня 2023 року, але жодна заявка на участь так і не надійшла. Новий аукціон заплановано на 21 березня 2024 року зі стартовою ціною 183,9  млн грн (без ПДВ). 
Як було повідомлено суспільство, приватизація порту необхідна, оскільки він потребує дуже великих інвестицій для свого повноцінного розвитку: модернізації техніки, будівництва сучасних логістичних потужностей і днопоглиблення.
7 листопада 2024 року, за інформацією ресурсу Prozorro.Продажі, аукціон з продажу єдиного майнового комплексу ДП «Білгород-Дністровський морський торговельний порт» — відбувся. Переможна пропозиція – 90 млн грн. надійшла від ТОВ «Топ-Оффер» зі статутним капіталом 1 млн грн. Засновником та бенефіціарним власником підприємства став — Євген Богуславський.
Продаж Білгород-Дністровського порту став другою приватизацією морського порту за часи Незалежності України.
Наприкінці листопада 2024 року, після завершення торгів, кінцевий бенефіціар Білгород-Дністровського порту змінився – ним став колишній депутат від Партії регіонів та ексочільник Федерації боксу України Володимир Продивус. За посиланням на ресурсForbes.ua, 12 грудня – є крайнім терміном підписання договору приватизації. До цього часу Фонд держмайна України повинен провести додаткову перевірку компанії та походження грошей.
11 грудня 2024 року Фонд держмайна України уклав попередній договір купівлі-продажу єдиного майнового комплексу ДП "Білгород-Дністровський морський торгівельний порт" з ТОВ «Топ-Оффер», яке належить Володимиру Продивусу. Покупець вже сплатив 108 млн грн (з ПДВ) за порт, але фінальну угоду з ним підпишуть після виконання певних умов. Компанія зобов'язана виготовити технічну документацію та документи для нотаріального посвідчення на майно порту, після чого з нею укладуть договір купівлі-продажу. На підписання угоди відводиться 60 робочих днів, тобто вона може відбутися в березні 2025 року. Протягом шести місяців від дати переходу права власності компанія-покупець буде зобов'язана погасити борги державного підприємства перед працівниками й державним бюджетом.

## Опис
Площа території порту — 64,411 га, з яких 21,27 га намиті. Складається з 59,04 га основної виробничої території порту та 5,371 га території портового пункту Бугаз, розташованому в селищі Затока. Площа акваторії — 8,4 га. Захисні споруди — хвилезахисна шпора довжиною 158 м.
Акваторія порту містить в себе:

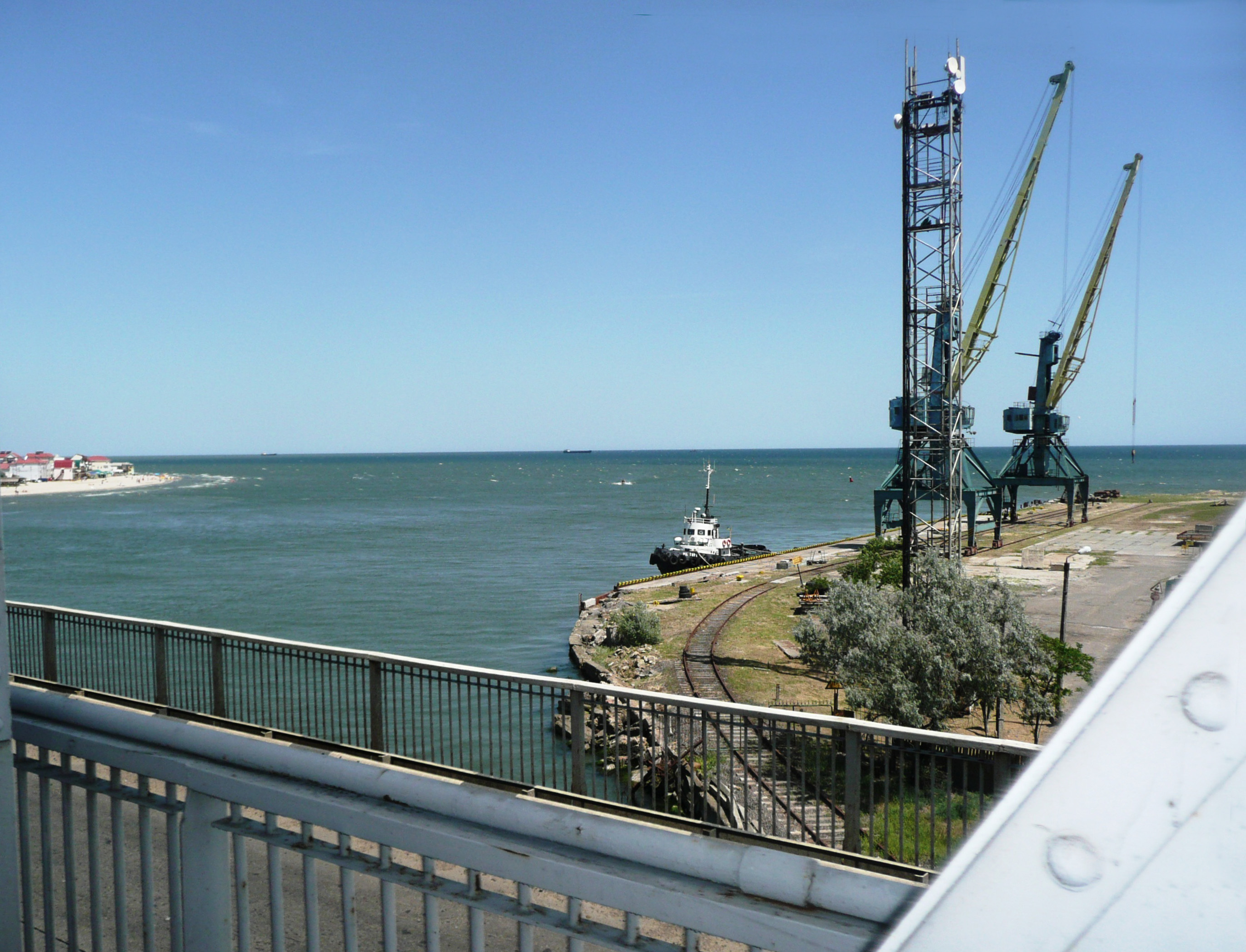
Порт-пункт у Затоці

- південна частина Дністровського лиману;
- підхідний Дністровсько-лиманський канал;
- підхідний (морський) канал Дністровсько-Цареградського гирла;
- акваторія портового пункту Бугаз;
- зовнішній рейд (підконтрольні води), обмежений береговою лінією і дугою кола радіусом 4 милі, проведеного із точки, у якій розміщений передній створений знак підхідного каналу.

Акваторія надана ДП «Білгород-Дністровський МТП» у користування Постановою КМУ від 14 травня 2008 р. № 460). Глибини акваторії на внутрішньому рейді — 4,5 м, на зовнішньому — до 11 м.
Прохід суден до порту здійснюється по морському підхідному каналу довжиною 1,5 морських милі, шириною 80 м, паспортна глибина 6,5 м, та лиманському каналу довжиною 15,0 км, шириною 60 м; паспортна глибина 5,5 м. Порт налічує 9 причалів та один причал на портовому пункті Бугаз, на яких забезпечується цілодобова обробка вантажів. Загальна довжина причального фронту 1225,9 м.
В порту є криті склади, площиною 14,7 тис. м² і відкриті вантажні майданчики прикордонні та в тилу причалів загальною площею 192,18 тис. м². Порт має розвинену інфраструктуру, систему енергопостачання, зручні морські підходи й може приймати судна з осадкою до 4,2 м і вантажністю до 5 тис. тонн.
Спеціалізація порту: порт спеціалізується на перевалці лісових вантажів, має для цього спеціалізовану техніку та досвід роботи. Також перевалює зернові вантажі, накидні, пакетовані та інші генеральні вантажі.
Порт має навігаційні специфічні особливості, які обумовлені гідрометеорологічними умовами, глибинами підхідного каналу, наявністю прогонної споруди. Проведення суден здійснюється тільки в одному напрямку, обгін між судами, що йдуть каналами, забороняється. На внутрішньому рейді може знаходитись не більш ніж одного судна. Обстановка створеного навігаційного обладнання на підхідних каналах цілорічна. Буї освітленні, що дає можливість цілодобової навігації. Обмеження по пропускної спроможності — глибина каналу та висота моста, яка встановлює 8 м у звичайному стані, 28,5 м при підйомі моста.